# Keith Reemtsma
 (août 2009).
Si vous disposez d'ouvrages ou d'articles de référence ou si vous connaissez des sites web de qualité traitant du thème abordé ici, merci de compléter l'article en donnant les références utiles à sa vérifiabilité et en les liant à la section « Notes et références ».
Keith Reemtsma (1925-2000) est un chirurgien américain, pionnier de la greffe. 

## Biographie
Né à Madera en Californie d'un pasteur presbytérien, Keith Reemtsma déménage en 1938 avec sa famille en Arizona dans une réserve Navajo. L'année suivante, il rentre dans un pensionnat presbytérien à Mont Pleasant dans l'Utah, où il rencontre Ann Pierce, qu'il mariera pendant ses études de médecine.
À la fin du lycée, il s'engage dans un programme de la marine de guerre américaine afin de financer ses études et rentre à l'université d'État de l'Idaho où il effectue ses études prémédicales jusqu'en 1945. Il poursuit ses études en médecine à l'université de Pennsylvanie et en sort diplômé en 1949. Son mentor, le chirurgien pédiatrique Charles Everett Koop, l'encourage alors à effectuer son postgraduate à New York, il l'écoute et commence son internat de chirurgie à Columbia, sous la direction de George Humphreys, un pionnier de la chirurgie pédiatrique et thoracique. Pendant son internat, naît son premier fils Lance en 1950.
Durant la guerre de Corée, il est mobilisé en tant que chirurgien et sert dans la marine, avec le chirurgien Frank Spencer. Après la naissance de son second fils Dirk en 1953, il rentre à New York en janvier 1954 pour y finir son internat en 1957.
Sa famille considère qu'il servit de modèle au personnage du docteur (Hawkeye Pierce) joué par Alan Alda  dans la série télévisée M*A*S*H.
Il devient chef du service de chirurgie de l'université de l'Utah entre 1966 et 1971 puis de l'université Columbia entre 1971 et 1994.

## Travaux
Il pratiqua notamment des xénogreffes avec un succès comparable aux résultats obtenus avec les allogreffes à l'époque. En 1964, il greffa une série de 12 reins de chimpanzés à des patients, et obtint des survies pouvant atteindre 9 mois pour une patiente de 23 ans qui put reprendre son travail d'institutrice durant cette période. En France, le professeur Jules Traeger importa ses méthodes, et eut de nombreux échanges avec lui.  Il a été le premier président de l'American Association for Thoracic Surgery.

## Sociétés savantes
- Président de l'Association américaine de chirurgie thoracique en 1990-1991[1],
- Président de la Société de chirurgie clinique en 1976[1],
- Vice-président de l'Association américaine de chirurgie en 1992[1],
- Fondateur de l'International Center for Health Outcomes[1],